# 1918 a jogalkotásban
1918-ban az alábbi jogszabályokat alkották meg:

## Törvények
- 1918. évi I. törvénycikk  A bortermelési adóról
- 1918. évi II. törvénycikk Az Osztrák-magyar bank által fizetendő hadi nyereségadóról és az Osztrák-magyar banknál rendkívüli tartalékok létesítéséről
- 1918. évi III. törvénycikk Az 1917/18. költségvetési év első négy hónapjában viselendő közterhekről és fedezendő állami kiadásokról szóló 1917. évi IX. tc. hatályának az 1918. évi április végéig való kiterjesztése tárgyában
- 1918. évi IV. törvénycikk A Magyarország és Horvát-Szlavon-Dalmátországok között létrejött pénzügyi egyezmény becikkelyezéséről szóló 1906. évi X. tc. hatályának újabbi meghosszabbításáról
- '1918. évi V. törvénycikk A lapbiztosíték letételére vagy kiegészítésére az 1915. évi V. törvénycikkben megszabott határidő meghosszabbításáról
- 1918. évi VI. törvénycikk Az ország szent koronája egyik őrének megválasztásáról
- 1918. évi VII. törvénycikk A koronaérték megállapításáról szóló 1892. évi XVII. törvénycikk, továbbá az ennek kiegészítéséről szóló 1899. évi XXXII. és 1907. évi XLVII. törvénycikk, valamint az egyes pénzforgalmi eszközök szaporításáról szóló 1912. évi XX. törvénycikk némely intézkedésének módosításáról
- 1918. évi VIII. törvénycikk Az 1917/18. költségvetési év első négy hónapjában viselendő közterhekről és fedezendő állami kiadásokról szóló 1917. évi IX. tc. hatályának az 1917/18. költségvetési év végéig való kiterjesztése tárgyában
- 1918. évi IX. törvénycikk A jövedelemadóról és a vagyonadóról szóló törvények módosításáról és kiegészítéséről, a hadi nyereségadóról szóló törvény hatályának meghosszabbításáról, valamint egynémely adónem után fizetendő hadipótlékról
- 1918. évi X. törvénycikk Az 1918/19. költségvetési év első négy hónapjában viselendő közterhekről és fedezendő állami kiadásokról
- 1918. évi XI. törvénycikk A vagyonátruházási illetékről
- 1918. évi XII. törvénycikk A kir. közjegyzők díjainak szabályozásáról
- 1918. évi XIII. törvénycikk A sójövedékre vonatkozó törvények némely rendelkezéseinek és a vámvonalon át behozott só után fizetendő engedélyilletéknek és vámnak megváltoztatásáról
- 1918. évi XIV. törvénycikk A szénadóról
- 1918. évi XV. törvénycikk A Pénzintézeti Központról szóló 1916. évi XIV. törvénycikk egyes rendelkezéseinek módosításáról
- 1918. évi XVI. törvénycikk A magyar földhitelintézet által engedélyezendő vízszabályozási és talajjavítási kölcsönökről és némely hitelintézetek zálogleveleinek adómentességéről szóló 1889:XXX. tc. kiegészítéséről és módosításáról
- 1918. évi XVII. törvénycikk Az országgyűlési képviselők választásáról
- 1918. évi XVIII. törvénycikk A Magyar kir. Folyam- és Tengerhajózási Részvénytársaság új kibocsátású részvényeinek az államkincstár részére leendő megszerzése tárgyában
- 1918. évi XIX. törvénycikk A zagreb-samobori helyi érdekű vasútnak közúti vasúttá való átminősítéséről
- 1918. évi XX. törvénycikk A zsitvavölgyi helyi érdekű vasút részvénytársaság vasútvonalaira egységes engedélyokirat kiadása tárgyában
- 1918. évi XXI. törvénycikk Az Osztrák-magyar bank által 1917. évre fizetendő hadi nyereségadóról és a valutatartalék javadalmazásáról
- 1918. évi XXII. törvénycikk A közszolgálati alkalmazottak és nyugdíjasok hivatali járandóságait terhelő tartozások rendezéséről és hitelszükségleteiknek kielégítéséről
- 1918. évi XXIII. törvénycikk Gyöngyös város újjáépítéséről és rendezéséről